# 黑田利則

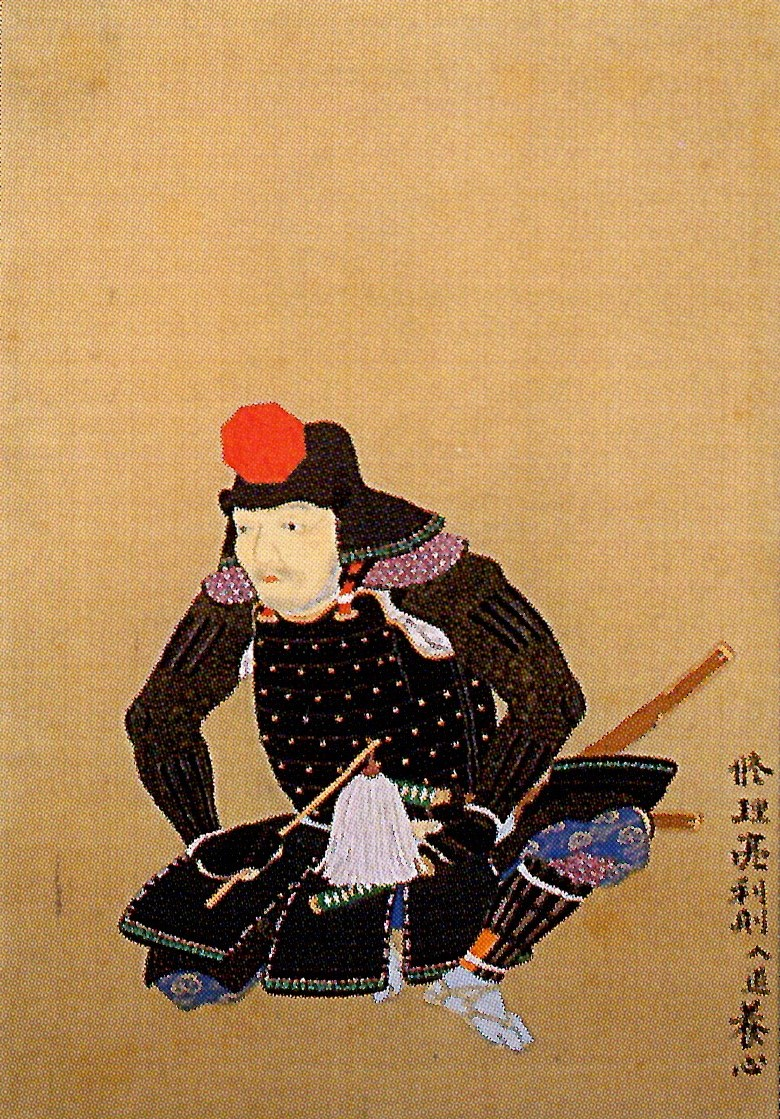
黑田利則

黑田利則（日语：／ Kuroda Toshinori，1561年—1612年），日本战国时代和安土桃山时代武将，黑田职隆的三男，母亲是神吉城的未亡人。是黑田孝高和黑田兵库助的同父异母兄弟。别名甚吉、长基、长之、养心。官位修理助。
生于姬路，与其兄黑田官兵卫（孝高）一共为秀吉马廻。在贱岳合战中表现活跃，后出仕羽柴秀长，与其弟黑田图书助住在居城大和郡山城。丰前入国后领取二千石。文禄之役随黑田长政渡海，休战中取号养心。庆长之役率四十二人旗本队再次渡海，活跃在稷山战场上。关原合战时跟随黑田孝高，参战富来城之战，后负责守备中津城。筑前入国后拜领一万二千石宗像郡津屋崎城代。为吊唁其父于那珂郡一濑村心光山正岸寺立画像供奉（明治时被盗）。孝高去世后又作画像供奉于崇福寺。修理助没有直系子孙。四代目开始改修理助之妻姓间岛。间岛氏本是上月町浅濑山大山城主，后得到明石城一万石。但由于在关原合战中从属西军领地被没收，后在黑田氏寄食渡过人生。